# Åsa Maria Bengtsson
Åsa Maria Bengtsson, född 28 juli 1956 i Östersund, är en svensk konstnär.
Åsa Maria Bengtsson utbildade sig på Holbæks Kunsthøjskole i Danmark 1977, Rönnowska skolan i Helsingborg 1979 och Grafikskolan Forum i Malmö 1982–1987. Hon arbetar med video, skulptur, fotografi och installationer.

## Offentliga verk i urval
- Den kaordiska balansen, filmprojektioner med mera, Attunda tingsrätt i Sollentuna centrum
- Flygande Mattor Helsingborg, ljusprojektioner, 2008, torget utanför Dunkers Kulturhus i Helsingborg
- Flytande Matta, mosaik och vatten, 2006, vid Trollhätte kanal i Trollhättan
- Spoon, del av Borås internationella skulpturbiennal 2016.[4] Numera placerad på Hötorget i samma stad.[5]
- Way to Go, 2014, skor i brons med mera, Davidshallsbron i Malmö, utvidgad 2018.[6]

## Filmografi i urval
- Kortfilmen Fast eller Flytande, 2006,  tillsammans med filmaren Ewa Cederstam.[7]